# Metropolitalna Velostrada nr 1 Katowice – Sosnowiec

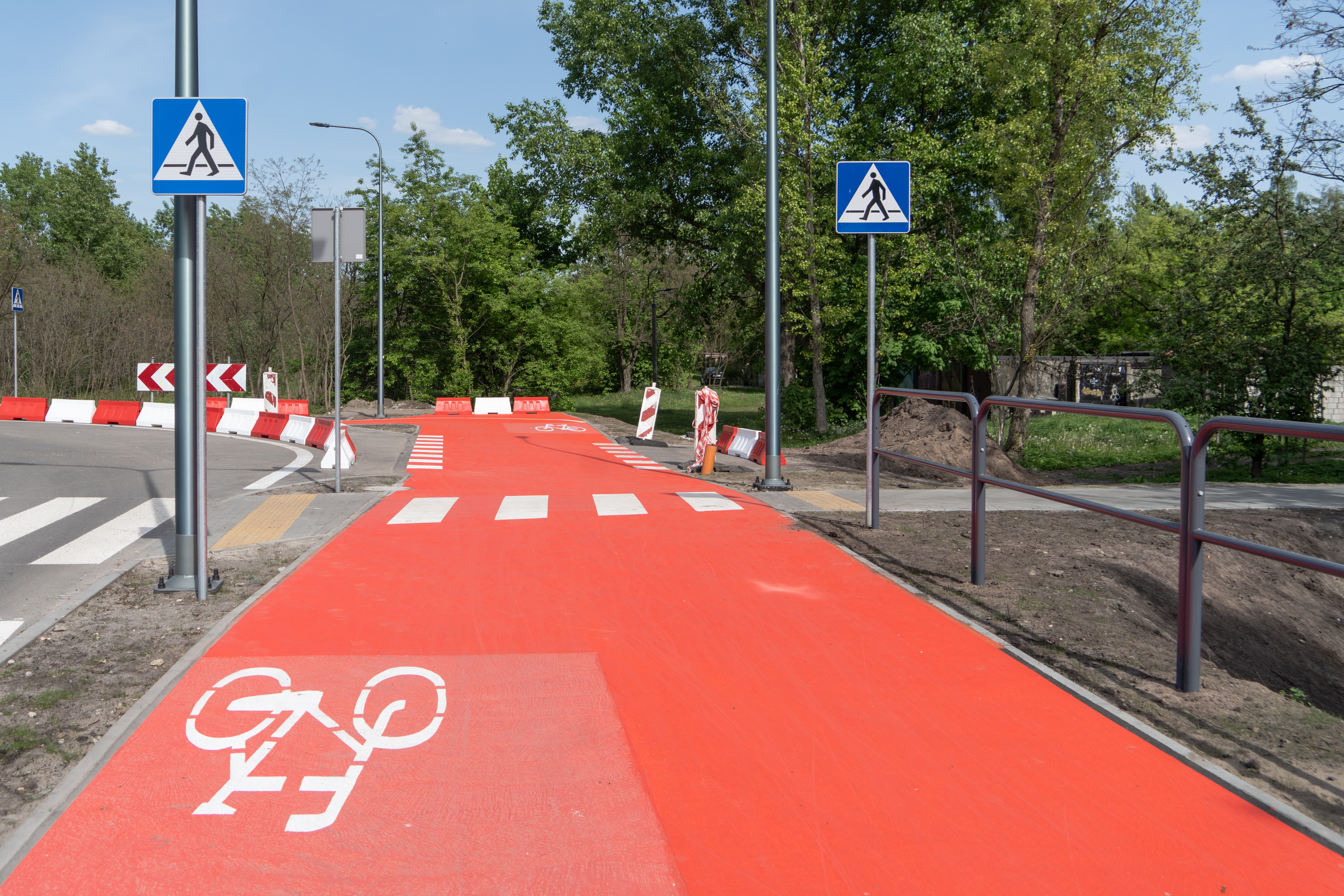
pierwszy wybudowany w Metropolii GZM fragment velostrady nr 1 Katowice - Sosnowiec

Velostrada nr 1 — opisywana też jako Velostrada Wschód – prowadząca z Katowic do Sosnowca – pierwszy etap planowanej inwestycji Metropolitalnych Velostrad GZM, określany jako kluczowy, w zamyśle mający odciążyć drogę ekspresową S86. Przebieg tej trasy śladem dawnej linii kolei piaskowej po raz pierwszy został opublikowany w listopadzie 2014 w Metropolitalnym studium systemu tras rowerowych dla GZM. Ten sam przebieg rowerowego połączenia Sosnowca i Katowic pojawił się 9 grudnia 2016 r. jako wynik audytu do projektu VeloSilesia, a następnie po utworzeniu Górnośląsko-Zagłębiowskiej Metropolii ponownie opublikowany 3 października 2018 roku w ramach opracowania Metropolia Przyjazna Rowerom - Studium Systemu Tras Rowerowych dla Górnośląsko-Zagłębiowskiej Metropolii.

## Przebieg
Według opracowania z 2021 roku firmy LPW na zlecenie Metropolii „Wielokryterialna analiza i wariantowa koncepcja przebiegu drogi rowerowej (Velostrady) Metropolia Wschód. Etap I” ma składać się z dwóch odcinków:
1. Katowice (Bulwary Rawy) – Sosnowiec (ul. Kresowa, S86)[1]; w ulicy Kresowej połączy się z istniejącą infrastrukturą rowerową Sosnowca[12],
2. od granicy z Katowicami, przez ul. Kresową, planowaną kładką nad ul. Piłsudskiego i do centrum Sosnowca z wykorzystaniem śladu i nasypu dawnej linii kolejowej nr 678[13].

Porozumienie m.in. między Sosnowcem, Katowicami a GZM, w którym strony zobowiązują się do podjęcia działań na rzecz realizacji drogi rowerowej w ustalonym przebiegu, podpisano w 20 maja 2022 r.

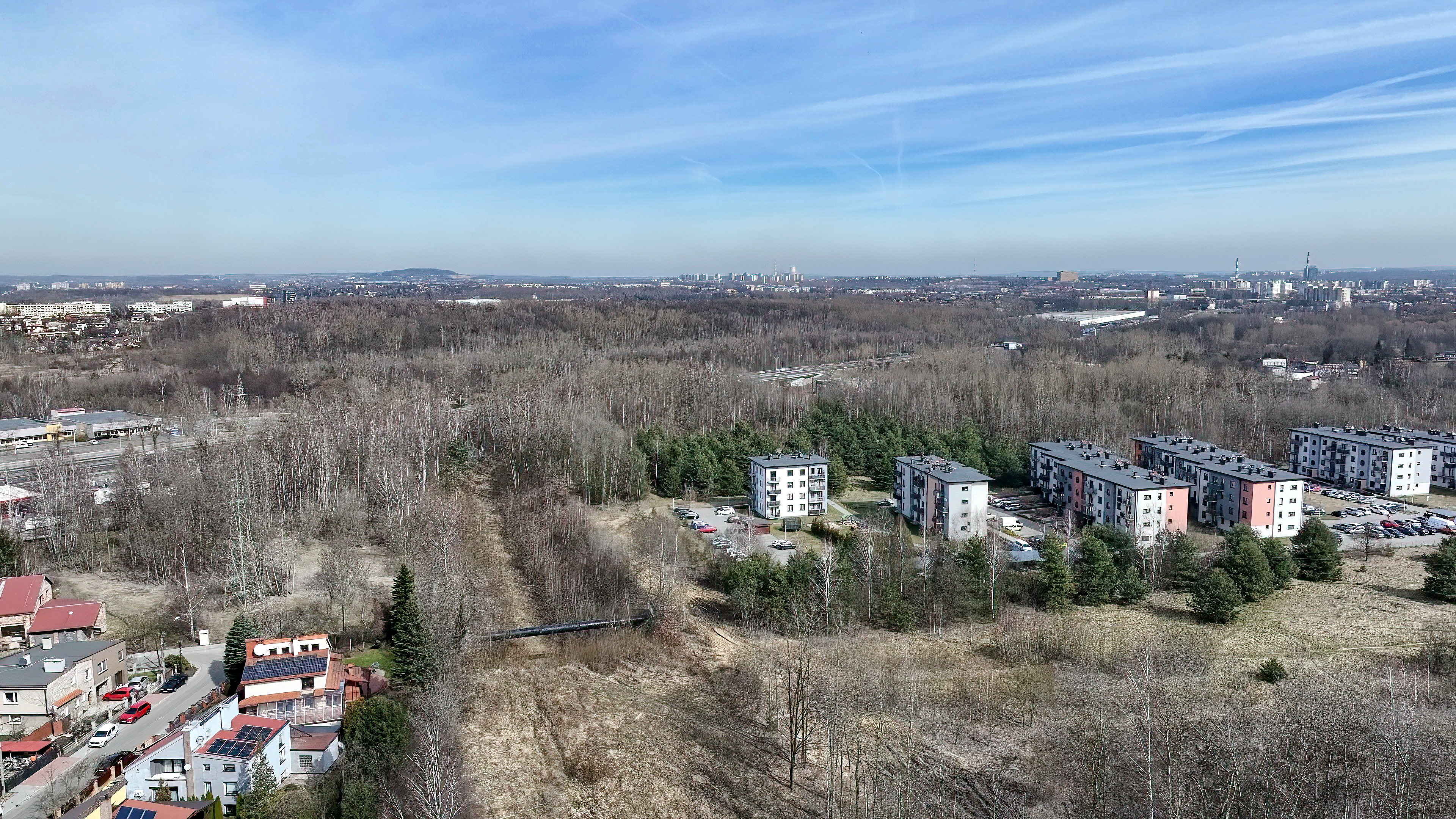
Katowice Burowiec — widok z droga na ślad po zlikwidowanej linii kolejowej, która wg. porozumienia z 2022 ma stanowić przebieg velostrady nr 1

Trasa tej velostrady ma przebiegać od okolicy kampusu Uniwersytetu Śląskiego przy ul. Bankowej i z wykorzystaniem Bulwarów Rawy w dzielnicy Zawodzie. Po przekroczeniu drogi krajowej nr 79 (pod wiaduktem drogowym) trasa rowerowa biegnie śladem nieczynnej linii kolejowej w Rozdzieniu wzdłuż firmy Katowickie Wodociągi S.A. Dalej przecina linię kolejową nr 161 (tunel) i biegnie dalej wzdłuż firmy Baterpol Szopienice, dochodząc do ul. Hallera. Następnie przecina ul. Hallera i przebiega dalej wąwozem nieczynnej linii kolei piaskowej nr 678 w Burowcu i Borkach do ul. Borki, zbliżając się zarazem do drogi ekspresowej S86. Dalej trasa przecina ul. Borki i wykorzystuje ślad nieczynnej linii kolei piaskowej. Od linii kolejowej odbija w kierunku miasta Sosnowiec do granicy osiedla Piastów i dzielnicy Milowice – ulicy Kresowej. Na terenie Sosnowca początkowo trasa biegnie przez tereny niezagospodarowane, następnie przekracza rzekę Brynicę (w ciągu ulicy Kresowej), a następnie biegnie wzdłuż ul. Kresowej aż do ul. M. J. Piłsudskiego. Po przekroczeniu ul. M. J. Piłsudskiego przebiega wzdłuż drogi ekspresowej S86 (istniejący ciąg pieszo-rowerowy) do śladu po nieczynnej linii kolejowej. Dalej trasa rowerowa prowadzona jest na granicy Pogoni i Starego Sosnowca po śladzie kolei piaskowej nieczynnej linii Wiktora w kierunku centrum Sosnowca, biegnąc równolegle do ul. Wiązowej, przecina al. Mireckiego i dalej przebiega wzdłuż ul. Ks. W. Sedlaka do wysokości obiektów Akademii Humanitas. Dalej trasa śladem nieczynnej linii kolejowej dociera do wiaduktu przy ul. Orlej i skręca w lewo w rejon skrzyżowania ul. gen. S. Grota-Roweckiego i ul. Orlej, gdzie łączy się z istniejącą drogą rowerową. Pierwotnie miała kończyć się w okolicy ulicy Hallera w Sosnowcu, jednak ostatecznie koniec trasy został przewidziany przy parku Dietla, nieopodal ul. Żeromskiego.

## Parametry techniczne
Wszystkie velostrady w ramach sieci metropolitalnej mają wspólne standardy wyznaczone przez Metropolię GZM i do których dąży.

## Historia
Po raz pierwszy przebieg tej trasy z użyciem wąwozu i śladu po linii nr kolei piaskowej został opublikowany w listopadzie 2014 w Metropolitalnym studium systemu tras rowerowych dla GZM. Ten  

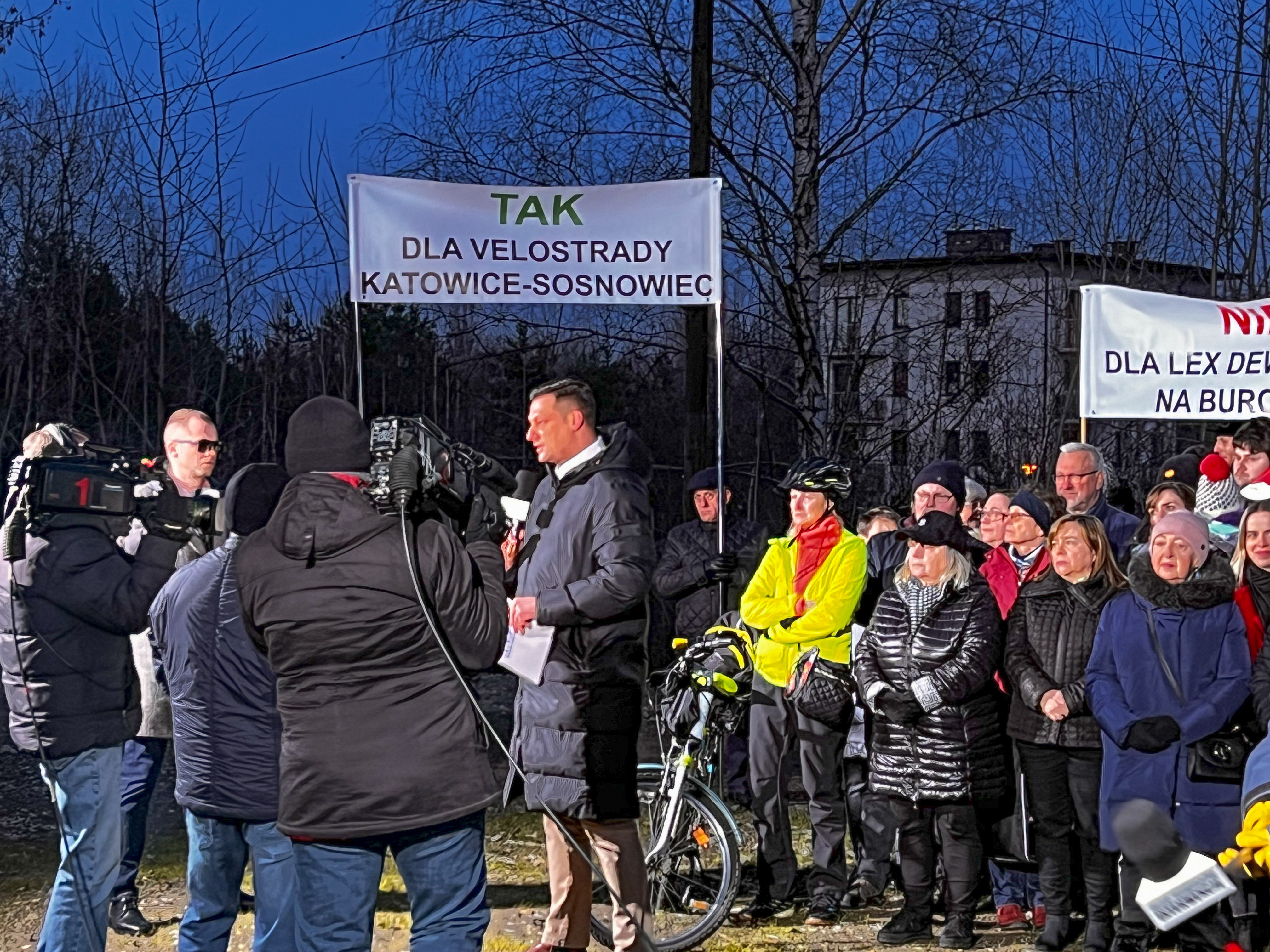
Protest mieszkańców Burowca. Nagranie programu Głos Regionów dla TVP3

sam przebieg rowerowego połączenia Sosnowca i Katowic pojawił się 9 grudnia 2016 r. jako wynik audytu do projektu VeloSilesia, a następnie po utworzeniu Górnośląsko-Zagłębiowskiej Metropolii ponownie opublikowany 3 października 2018 roku w ramach opracowania Metropolia Przyjazna Rowerom - Studium Systemu Tras Rowerowych dla Górnośląsko-Zagłębiowskiej Metropolii.
20 maja 2022 roku, 11 samorządów miast i gmin Metropolii podpisało porozumienie dotyczące przebiegu i wykonania tras velostrad. Uzgodniono wykonanie 8 tras o łącznej długości 120 km, które połączą miasta Zagłębia Dąbrowskiego i Górnego Śląska: Będzin, Chorzów, Czeladź, Dąbrowę Górniczą, Gliwice, Katowice, Mysłowice, Rudę Śląską, Sosnowiec, Świętochłowice i Zabrze. Wśród uzgodnionych velostrad znalazła się trasa Katowice Sosnowiec z zakładanym przebiegiem identycznym z przebiegiem trasy z dokumentów z 2014 i 2016. 
W styczniu 2023 Metropolia zadeklarowała, że realizacja połączenia Katowice-Sosnowiec znajduje się na wczesnym etapie realizacji. Zgodnie z opracowanym porozumieniem, obecnym zadaniem GZM będzie zlecenie prac koncepcyjnych dla wytyczenia połączenia rowerowego. 
W kwietniu 2023 zarząd metropolii wybrał firmę DMK Inżynieria z Rybnika do opracowania koncepcji technicznej, której opracowanie ma potrwać 9 miesięcy.  
W listopadzie 2023 rozpoczęła się budowa pierwszego odcinka Velostrady nr 1. Jest to fragment łączący Pogoń i Stary Sosnowiec. W grudniu 2023 zlecono opracowanie programu funkcjonalno – użytkowego Velostrada nr 1 i 7 w granicy miasta Sosnowiec w ramach zadnia inwestycyjnego: Metropolitarna droga rowerowa w obszarze GZM na terenie Gminy Sosnowiec. 
Z początkiem maja 2024 rady katowickich dzielnic otrzymały do konsultacji opracowaną przez DMK dla GZM koncepcję velostrady Katowice-Sosnowiec, które przez stowarzyszenie Zielony Burowiec, zostało zaopiniowane negatywnie pod kątem spełniania standardów velostrady, również tych przyjętych przez GZM. 11 czerwca GZM uruchomił konsultacje online dotyczące projektu velostrady nr 1. 
Ruszyły konsultacje społeczne dotyczące velostrady Katowice - Sosnowiec (wiadomość z 12 czerwca 2024 w Wikinews)
19 czerwca odbędzie się debata i warsztaty Metropolia Idei: Jak uratować velostradę z Katowic do Sosnowca? (wiadomość z 17 czerwca 2024 w Wikinews)
W związku z trudnościami budowy Velostrady nr 1 wynikającymi ze sprawy Lex Burowiec 19 czerwca 2024 odbyło się spotkanie Metropolia Idei poświęcone próbie rozwiązania problemu i wytyczenia przebiegów alternatwnych. Dominującym wnioskiem było budowanie tej velostrady etapami i oczekiwanie na zmianę sytuacji lub uchwalenie specustawy rowerowej. 
Ruszyły konsultacje społeczne Velostrady GZM nr 1 i 7 na terenie Sosnowca (wiadomość z 11 lipca 2024 w Wikinews)

## Lex Burowiec

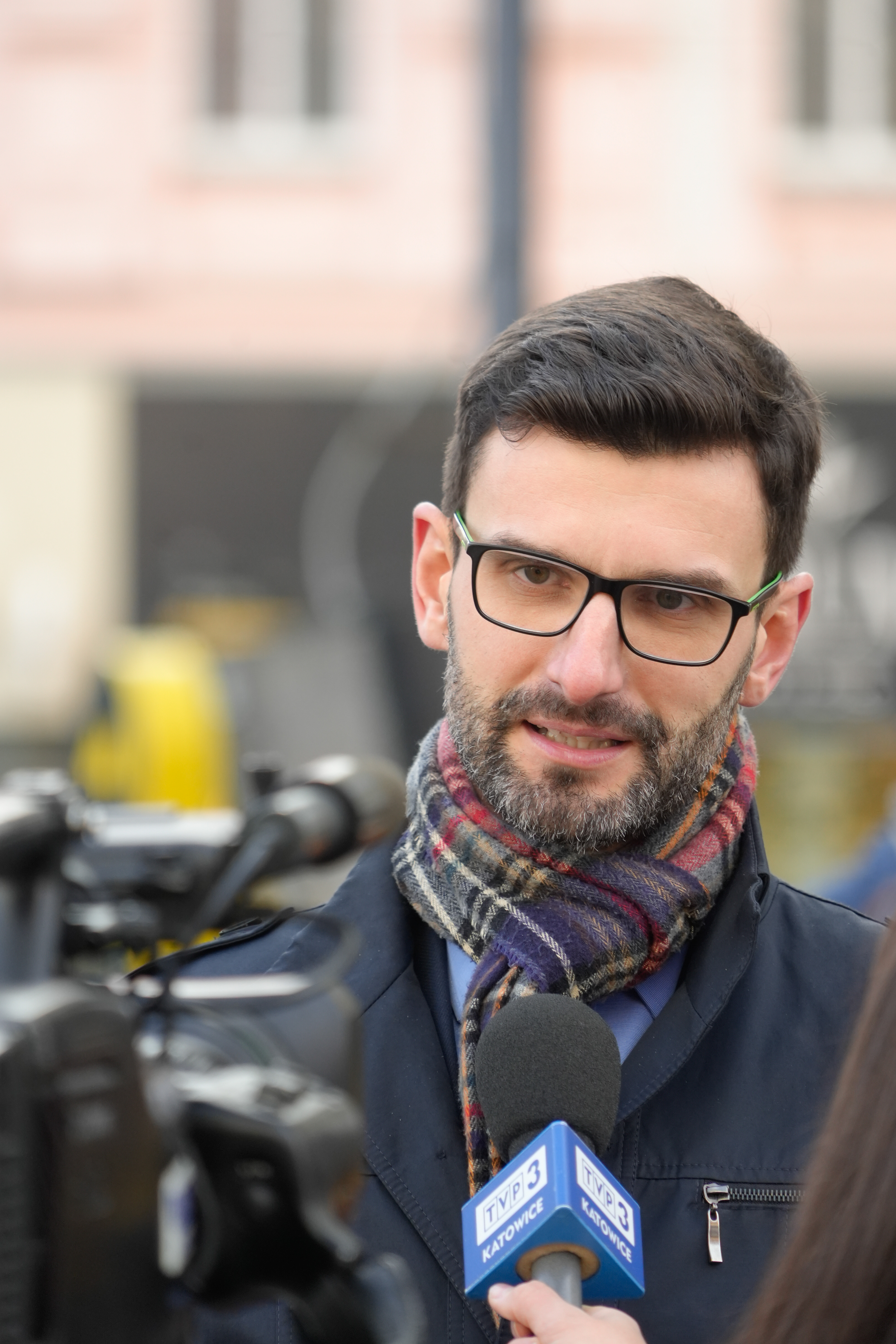
Mecenas Artur Walkowicz reprezentujący w WSA i NSA stronę społeczną

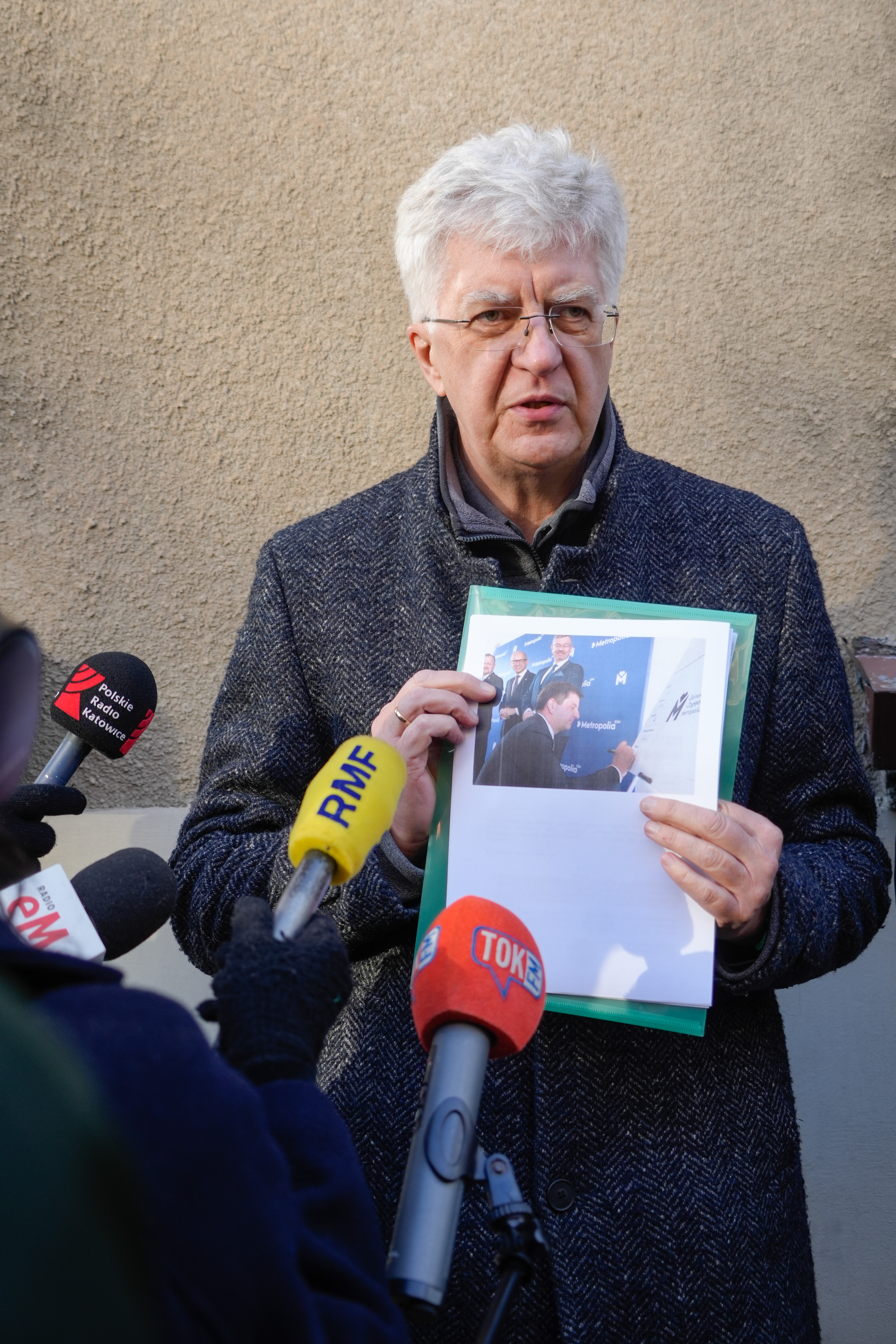
Adrian Sklorz ze stowarzyszenia „Prawo-Ekologia-Zdrowie” przenetuje zdjęcie z oficjalnego podpisywania umów "velostradowych" w GZM 20.05.2022 r. (Waldemar Bojarun)

Spór między stroną społeczną, mieszkańcami a developerem i władzami miasta został nazwany w mediach „Lex Burowiec” i stał się jedną z bardziej nagłośnionych i kontrowersyjnych spraw w regionie.

„Lex Burowiec” to najgłośniejszy na Śląsku spór dewelopera z mieszkańcami. Mimo protestów Rada Miasta Katowice głosowała nad wnioskiem inwestora trzy razy i zatwierdziła go na nadzwyczajnej sesji. Zawierał on kilka uchybień, jak m.in.: betonowy mur na drodze do szkoły. Uznał to Wojewódzki Sąd Administracyjny w Gliwicach, który orzekł, że Lex Burowiec został uchwalony przez Radę Miasta niezgodnie z prawem, przy naruszeniu Konstytucji. Deweloper odwołał się jednak do Naczelnego Sądu Administracyjnego. Ten zaś oddalił skargę kasacyjną i utrzymał w mocy wyrok gliwickiego sądu.

W styczniu 2023 roku media obiegła informacja, że w śladzie wąwozu na Burowcu, przez który miała przebiegać velostrada, deweloper Pietrzak B. B. chce wybudować osiedle, w związku z czym powstały koncepcje alternatywne proponujące standardową drogę rowerową w miejsce velostrady. Deweloper w trakcie spotkania z mieszkańcami oraz w trakcie nagrania programu Głos regionów dla TVP3 przyznał, że nie da się na spornym terenie umieścić zaplanowanej inwestycji mieszkaniowej oraz drogi rowerowej w parametrach velostrady zadeklarowanych w standardach GZM. 
21 marca Komisja Rozwoju Miasta Rady Miasta Katowice głosami Forum Samorządowe i Marcin Krupa (Forum) opowiedziała się dopuszczeniem wspomnianej inwestycji mieszkaniowej w trybie Lex deweloper na przedmiotowym terenie zaplanowanym pierwotnie pod przebieg velostrady nr 1. 
30 marca 2023 roku Rada Miasta Katowice głosowała nad projektem, który nie uzyskał wymaganej większości głosów (13 za, 13 przeciw). 
W głosowaniu rady miejskiej w dniu 30.03.2023 ostatecznie wniosek "lex deweloper" 2/2023 nie uzyskał poparcia stosunkiem głosów 13 do 13; Za głosowali radni Forum oraz Prawa i Sprawiedliwości, przeciw radni niezrzeszeni i Koalicji Obywatelskiej. Jako, że inwestycja Grupy Pietrzak kolidowała z planowaną trasą Metropolitalnej Velostrady nr 1 mieszkańcy Burowca oraz lokalne organizacje społeczne (Rowerowe Katowice, Sosnowieckie Stowarzyszenie Rowerowe, KATOprotest) rozpoczęły protesty przeciwko budowie osiedla, argumentując, że inwestycja zniszczy planowaną trasę rowerową. 
Velostrada Katowice - Sosnowiec z problemami. Społecznicy chcą ratować trasy velostrad. (wiadomość z 10 kwietnia 2024 w Wikinews)
27 kwietnia Rada Miasta Katowice odrzuciła uzasadnienie dla poprzedniego głosowanie i ponownie próbowała głosować za inwestycją mieszkaniową w miejscu planowanej velostrady; Ze względów formalnych głosowanie nie odbyło się, ale zapowiedziano nadzywczajną sesję rady miasta poświęconą temu tematowi. Nawiązując do tych wydarzeń 16 Zagłębiowska Masa Krytyczna przejechała pod hasłem „Velostrady bez kompromisów”. 
Społecznicy apelują: chcemy pełnowymiarowej velostrady Sosnowiec-Katowice, a nie produktu zastępczego (wiadomość z 2 maja 2024 w Wikinews)
9 maja odbyło się ponowne głosowanie na nadzwyczajnej sesji rady miejskiej, powołanej by głosować nad tym wnioskiem — radni miasta Katowice opowiedzieli się ostatecznie za budową osiedla a przeciwko velostradzie Sosnowiec-Katowice w pierwotnym kształcie. W czerwcu 2023 roku wojewoda śląski unieważnił uchwałę katowickich radnych, a w odpowiedzi Katowice zaskarżyły jego rozstrzygnięcie nadzorcze do Wojewódzkiego Sądu Administracyjnego w Gliwicach. Sąd orzekł na korzyść miasta, a wojewoda nie wniósł skargi kasacyjnej do wyroku. Własną skargę na uchwałę radnych złożyli mieszkańcy m.in. zrzeszeni wokół inicjatywy Zielony Burowiec. 
27 maja 2024 Wojewódzki Sąd Administracyjny ogłaszając wynik postępowania przyznał rację mieszkańcom i uznał uchwałę katowickich radnych za niezgodną z prawem zwracając też uwagę, aby nie budować sypialni, a miejsca do życia. W ocenie sądu Rada Miasta Katowice naruszyła Konstytucję i nie wykonała analizy wniosku dewelopera. Radni podjeli decyzję, której nie byli w stanie uzasadnić. Zarząd Metropolii GZM by móc zrealizować velostadę w pierwotnym założeniu złożył propozycję dla Grupy Pietrzak wykupu działki pod velostradę nr 1, ale developer propozycję tę odrzuciła. 
WSA uznał, że uchwała Rady Miasta Katowice w sprawie "lex developer" została wydana niezgodnie z prawem (wiadomość z 27 maja 2024 w Wikinews)
 Wyrok Wojewódzkiego Sądu Administracyjnego w Gliwicach z dnia 27 maja 2024 r. sygn. akt II SA/Gl 1093/23
11 lipca 2024 firma Pietrzak B. B. Sp.k. złożyła skargę kasacyjną wnosząc do Naczelnego Sądu Administracyjnego (NSA) w Warszawie o uchylenie wyroku WSA. Rozprawa odbyła się 26 listopada 2024, sygn. II OSK 1990/24, wyrok NSA podtrzymał w całości decyzję WSA, co oznacza, że uchwała miasta Katowice, wydana z naruszeniem przepisów prawa, jest uznawana za nieważną. Niezależnie od sprawy w NSA decyzją Prokuratora z dnia 18 września 2024 r. (sygnatura 4109-1.Ds.46.2024) zostało wszczęte formalne śledztwo w sprawie zawarcia niezgodnych z prawdą informacji w dokumentacji wniosku lex Burowiec; wykonanie czynności powierzono Wydziałowi do Walki z Przestępczością Gospodarczą Komendy Miejskiej Policji przy ul. Lompy (sygnatura PG-RSD-231/24/4009/24/MS). 
Prokuratura zajęła się sprawą wprowadzenia do dokumentacji projektowej wniosku 2/2023 „lex Burowiec” w Katowicach nieprawdziwych informacji (wiadomość z 30 października 2024 w Wikinews)
26 listopada 2024 roku Naczelny Sąd Administracyjny odrzucił skargę kasacyjną inwestora, co zakończyło sprawę na korzyść mieszkańców.
Wygrana mieszkańców Katowic w Naczelnym Sądzie Administracyjnym (wiadomość z 26 listopada 2024 w Wikinews)
Konferencja prasowa po wygranej mieszkańców w sprawie Lex Burowiec 27 listopada 2024 - relacja (wiadomość z 27 listopada 2024 w Wikinews)
Urząd Miasta Katowice straszy portal Katowice24.info sądem za pisanie o lex Burowiec i velostradzie do Sosnowca (wiadomość z 4 grudnia 2024 w Wikinews)